# Casa Francesc Burés
La casa Francesc Burés és un edifici modernista situat a la cantonada dels carrers d'Ausiàs Marc i de Girona de la Dreta de l'Eixample de Barcelona, catalogat com a bé cultural d'interès local.

## Història
La casa va ser encarregada el 1900 per l'industrial tèxtil Francesc Burés i Borràs a Francesc Berenguer i Mestres, tot i que el projecte fou signat per Miquel Pascual i Tintorer, ja que Berenguer mai va obtenir el títol d'arquitecte. Va ser construïda entre aquesta data i el 1905, i el 1910 es va ampliar el terrat amb unes dependències per al servei, i els propietaris reberen permís de l'Ajuntament de Barcelona per a llogar on es destaca que «té aigua abundant i water-closets.
Francesc Burés hi va establir la seva residència i la seu social i magatzems de les Indústries Burés, amb fàbrica a Anglès. L'any 1905 es dissolgué la societat familiar que tenia amb les seves tietes i Burés en restà com a únic titular fins a la seva mort, el 1907. La nova empresa s'anomenà Vídua i Fills de Francesc Burés, que es dissolgué el 1920, i el seu fill, Francesc Burés i Regordosa, en prengué el relleu. L'any 1940 es constituí com a societat anònima amb el nom d'Indústries Burés SA, que fabricava entre d'altres els coneguts llençols El Burrito Blanco, fins que l'any 1971 un aiguat destruí una de les fàbriques i la feina de 800 treballadors. L'empresa va tancar les portes definitivament el 1991, després d'estar vinculada al grup KIO a través de Javier de la Rosa. El darrer representant familiar a la societat va ser Josep Maria Juncadella i Burés, nebot de Francesc Burés i Regordosa i casat amb l'escriptora Mercedes Salisachs.
El 17 de març del 2007, l'Ajuntament de Barcelona va comprar la casa per 26 milions d'euros, amb l'objectiu de convertir-la en un centre d'interpretació del modernisme i en la seu barcelonina del Museu d'Arquitectura i Urbanisme. Això no obstant, l'11 de novembre del 2008 la va vendre a la Generalitat de Catalunya, la qual tenia previst instal·lar-hi dependències administratives. L'octubre del 2011, la Generalitat va anunciar la possibilitat de cedir-la com hotel. L'abril del 2013 es va fer públic que el Govern havia autoritzat el Departament d'Economia i Coneixement a convocar-ne la subhasta i liquidar anticipadament el cens que gravava l'immoble (taxat en 26.090.885 euros), un cop s'hagués venut. La subhasta incloïa l'antiga seu del Memorial Democràtic a la Via Laietana, en desús. Després de diversos intents fallits de venda, la Generalitat va vendre l'immoble per 18,8 milions d'euros, una rebaixa del 28% respecte dels 26 que va pagar a l'Ajuntament de Barcelona. La casa fou adquirida per l'empresa Trinder Promociones i pel fons britànic Europa Capital Partner, que tenien la intenció de construir-hi pisos.
Durant aquests darrers anys, l'edifici s'ha utilitzat com a set de rodatge de moltes produccions d'època, series i anuncis. La més coneguda és la pel·lícula Darkness, de la qual s'hi van rodar tots els interiors.

## Arquitectura

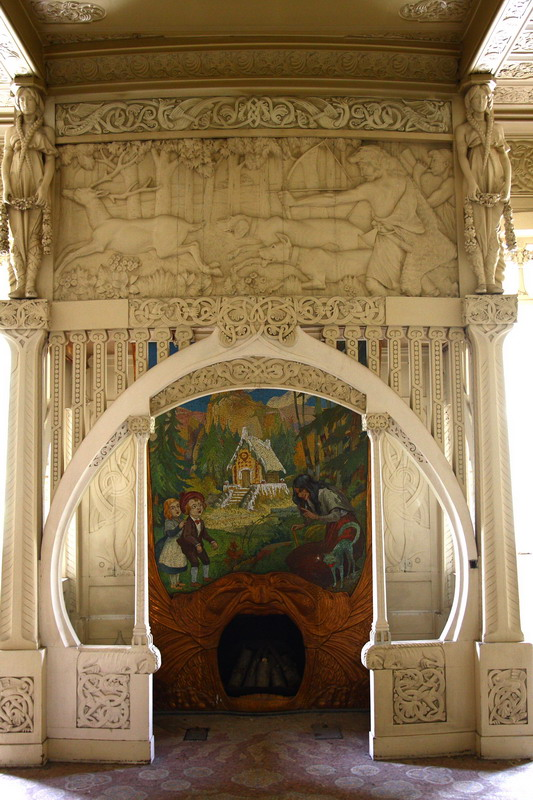
Llar de foc amb l'escena de la bruixa de Hänsel i Gretel fet en mosaics de Gaspar Homar

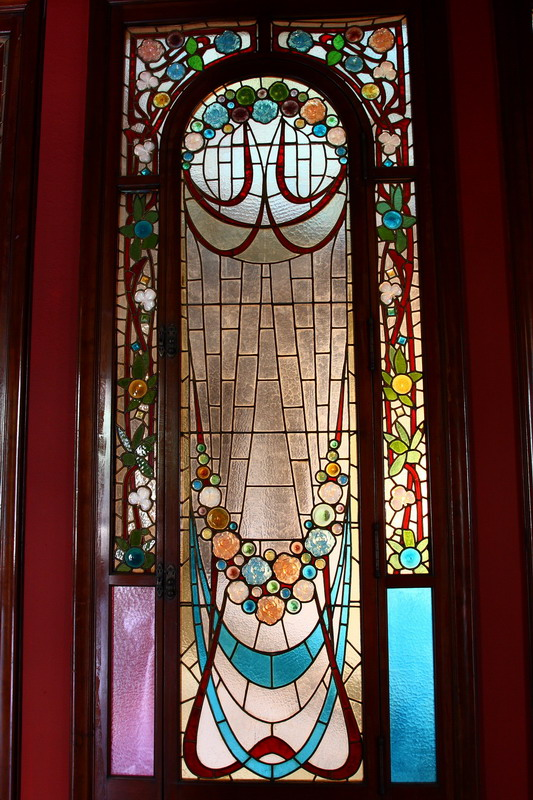
Vitrall del pis principal

L'edifici té influències neogòtiques i germàniques pròpies d'aquesta etapa del modernisme. Està format per planta baixa i quatre pisos, amb un soterrani i un àtic (per trasters i safareigs). El projecte, d'uns 7000 m², preveia als dos vèrtexs del xamfrà que ocupa, sengles torretes de planta circular i coberta cònica, de les quals només es construí una. L'altra va estar substituïda per un coronament similar al de la Casa Antoni Roger, obra d'Enric Sagnier i que està situada a la cantonada de davant. D'aquesta forma s'obtenia una solució de continuïtat visual. En aquest coronament hi ha la data d'acabament de l'obra.
De la façana, tota de pedra, cal destacar el tractament dels paraments, de carreus sense polir, el ràfec de la coberta, els ferros dels balcons i la característica decoració de formes corbes, presents especialment en els ornaments escultòrics de la barana correguda del principal, de les dues tribunes i dels emmarcaments dels balcons.
A l'interior destaca el vestíbul d'accés i l'entrada de vehicles decorada amb petits capitells de representacions animals. Al fons, una escultura a mida natural d'un os bru abraçant una làmpada de llautó arranca l'escala senyorial que puja a la planta principal. Tot l'espai està cobert amb una claraboia amb un vitrall de colors en forma pentagonal d'uns 50 m².
A la planta principal es conserven diferents dependències amb la decoració original (terres, sostres i parets). Pel que fa als terres tots són de mosaic o de marqueteria, obra de Pau Roig, col·laborador d'Homar, llevat del menjador que és de marbre, si bé podia no ser l'original, ja que el disseny és clarament Déco. En aquest pis hi havia un petit oratori al costat de l'entrada que està presidida per tota una paret de vitralls amb temes florals que hi donen a l'escala principal. Al menjador, que ocupa tota l'amplada del xamfrà, destaquen els plafons escultòrics obra de Joan Carreras i Farré amb representacions dels esports practicats per la burgesia emergent (patinatge, vela, hípica, frontó, tir, tennis i automobilisme). Tots ells estan flanquejats per unes figures femenines modernistes amb un escut. El sostre està totalment treballat en guix amb sanefes incises i relleus de motius florals.
Altre espai sumptuós és la «sala dels nens», un saló d'uns 60 m². decorat íntegrament amb referències a contes infantils d'origen germànic. Amb mobles i mosaics de Gaspar Homar i sis pintures murals d'Oleguer Junyent, està presidida per una llar de foc amb una escena de Hänsel i Gretel feta en mosaic, davant de la qual hi ha una estructura en fusta totalment tallada i amb bancs interiors, obra de Joan Carreras i Farré. Els mosaics del terra simulen flames sortint de la llar de foc.
Les decoracions dels pisos superiors són força més senzilles, si bé destaquen els terres fets tots amb paviment hidràulic i els arrambadors ceràmics, completament conservats en alguns habitatges.

## Galeria

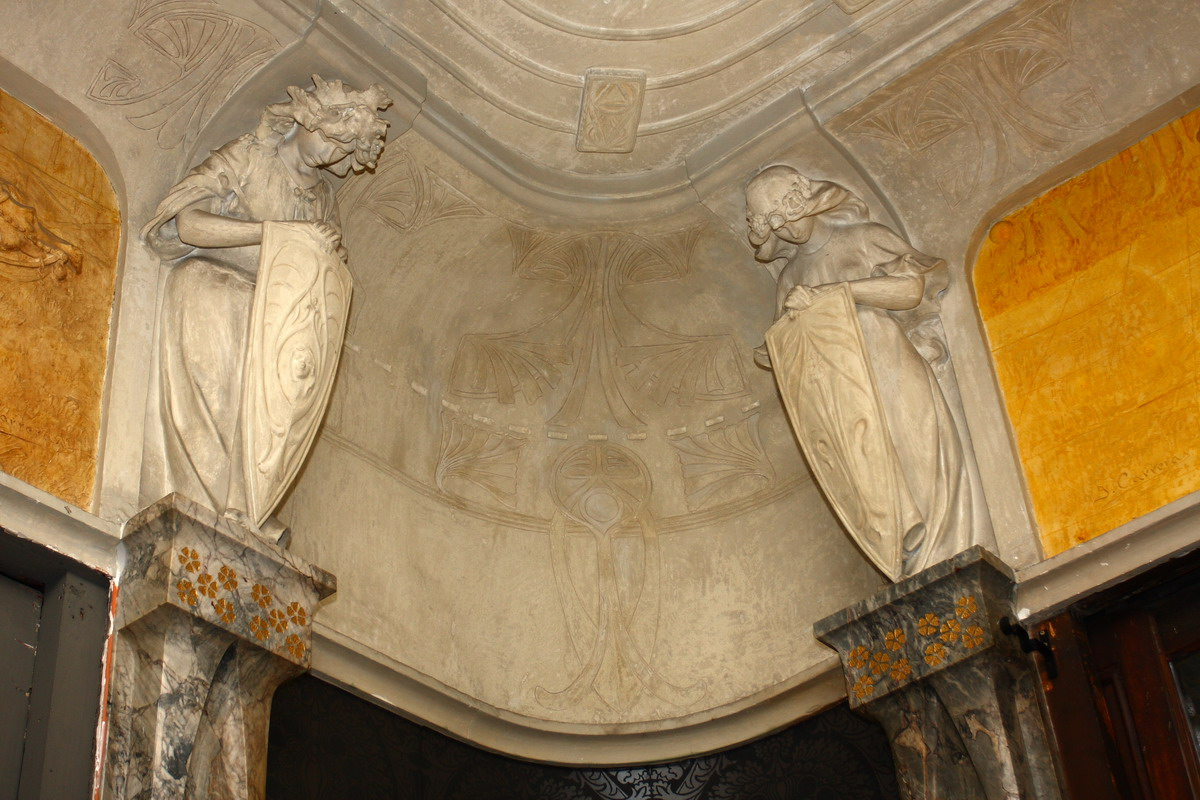
Figures modernistes al sostre del saló principal estil Sezession,
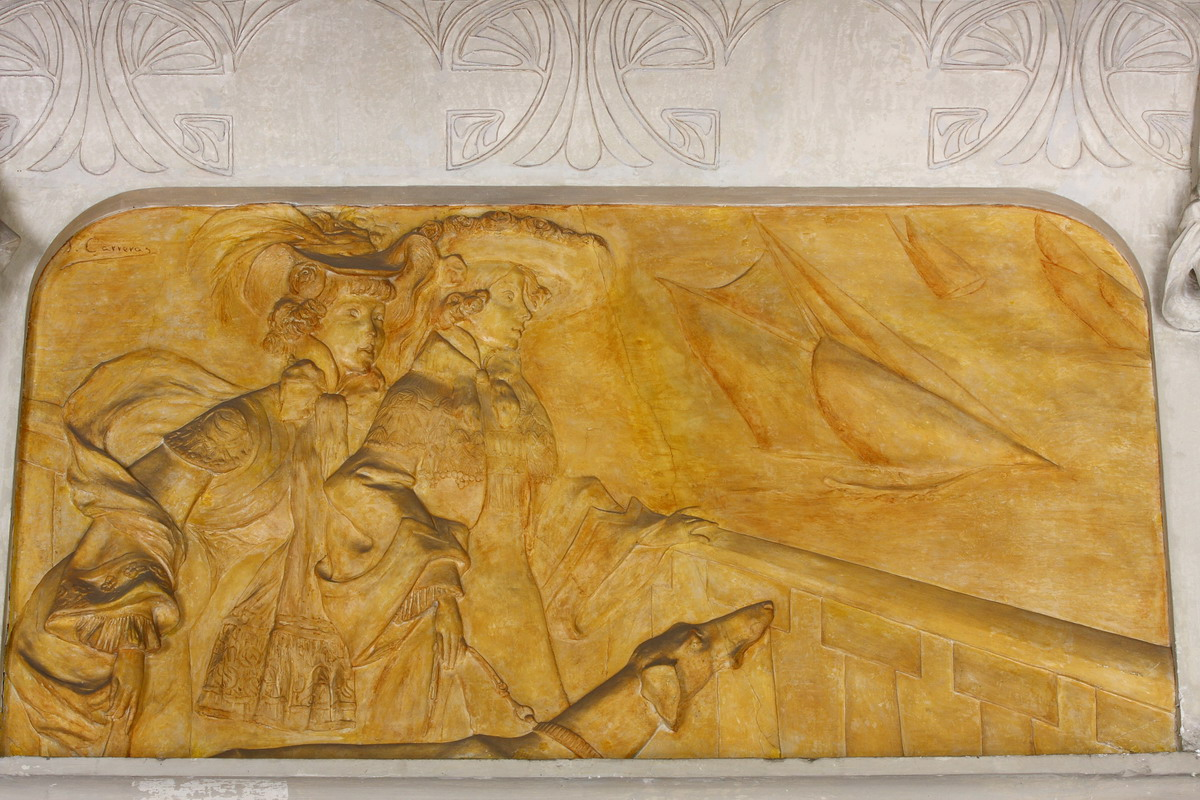
Relleu de guix pintat a l'oli de Joan Carreras i Farré, corresponent als sports nàutics, de la sèrie de relleus que coronen les portes del saló Sezession
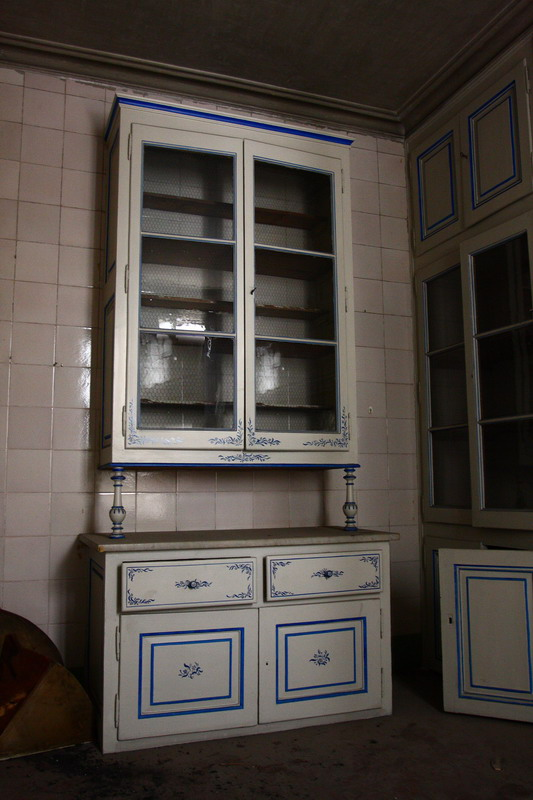
Rebost de cuina a l'estil de principis del s. XX
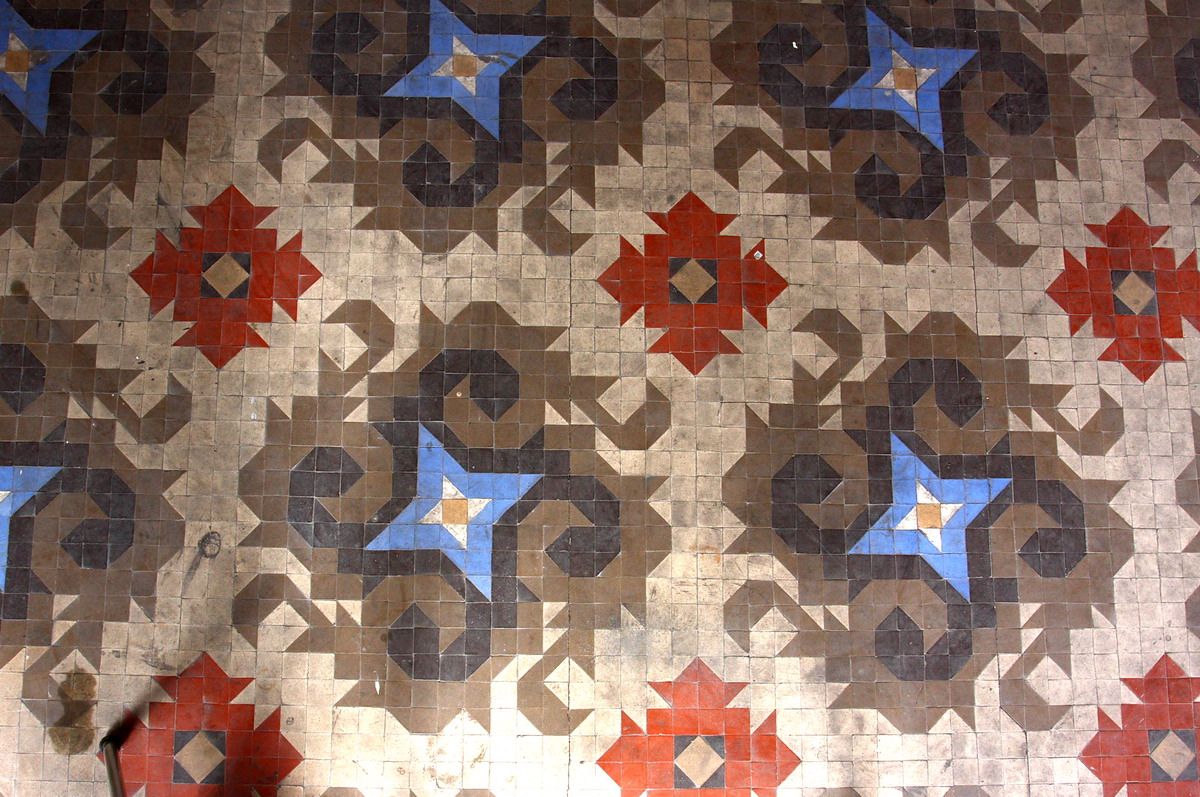
Paviment hidràulic del segon pis.
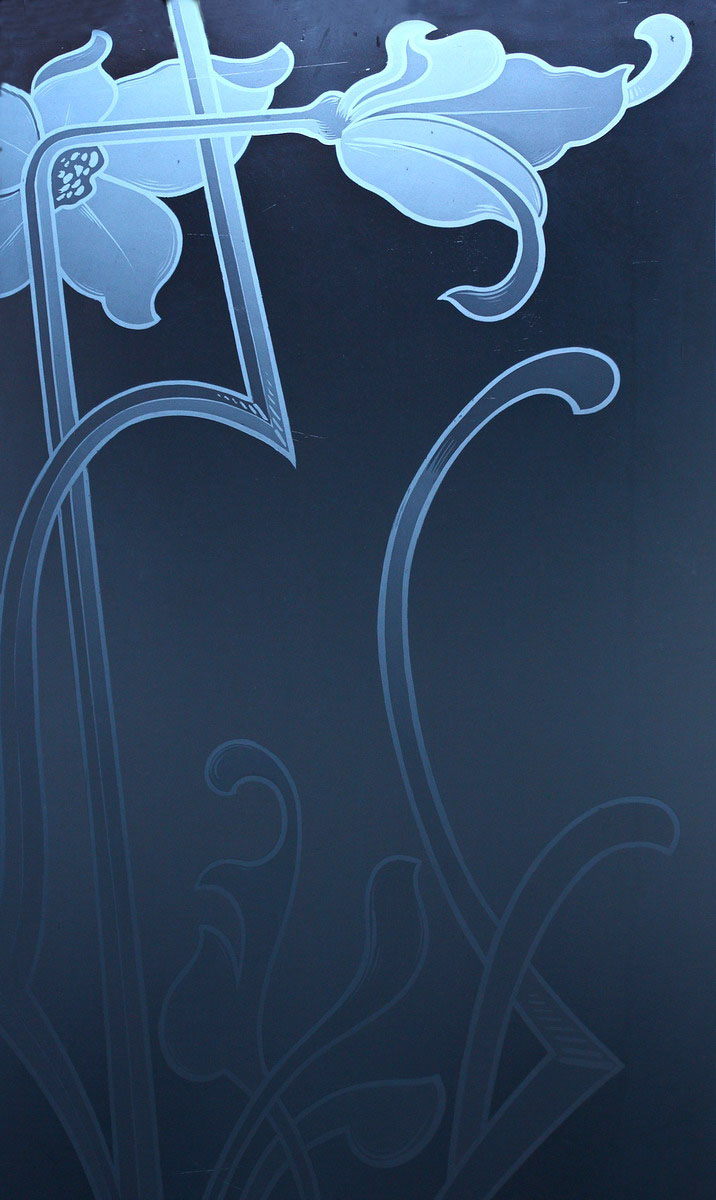
Vidre gravat a l'àcid a les finestres del pati interior.
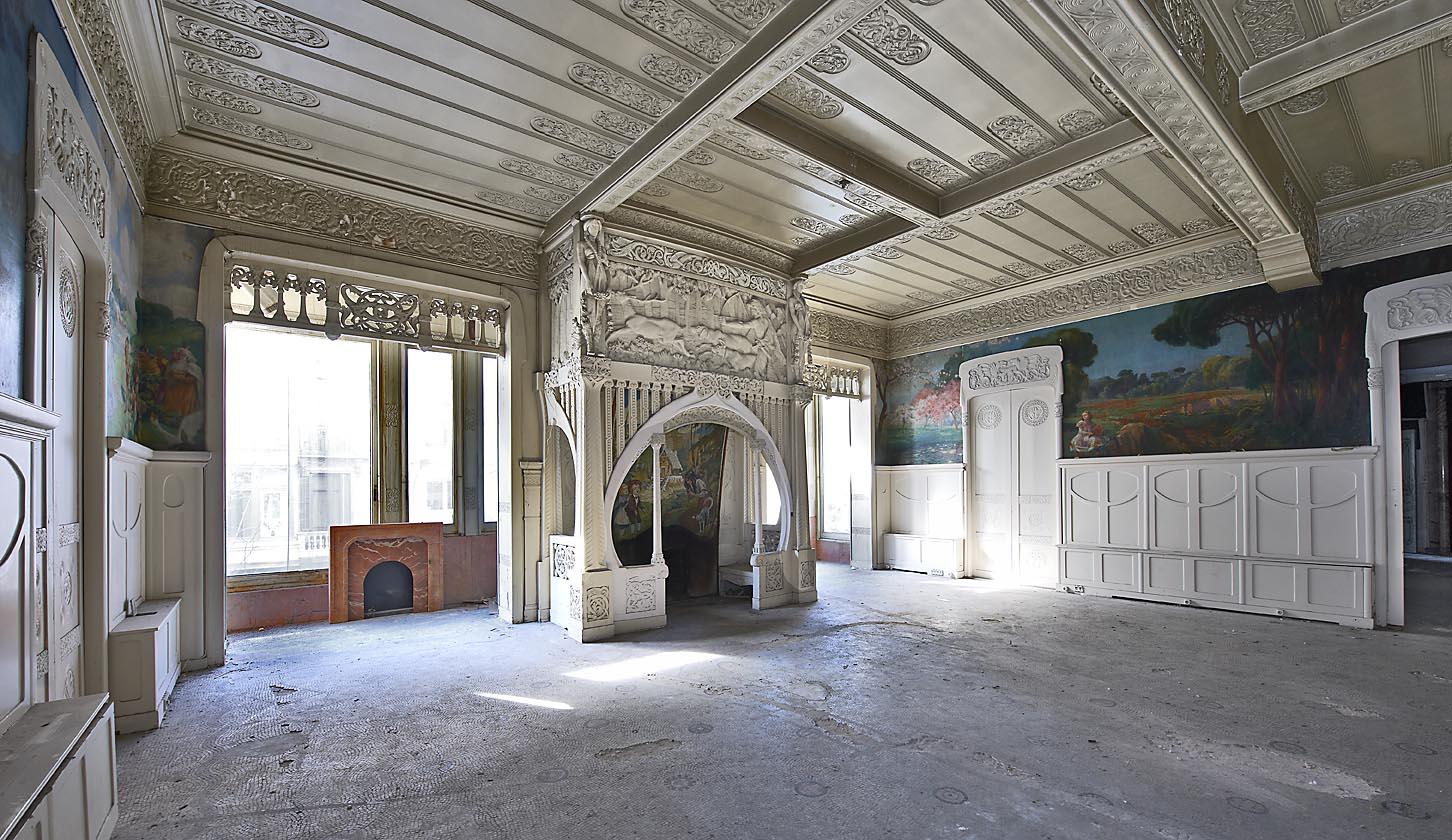
Menjador principal. Considerat erròniament com a sala de jocs, la qual era un espai adjacent actualment desaparegut. El color blanc d'arrambadors i sostre és un repintat posterior. La llar de foc de Gaspar Homar i els arrambadors i portes són de fusta de roure i el sostre de guix imitant un enteixinat de fusta amb motius decoratius nòrdics en els colors originals.
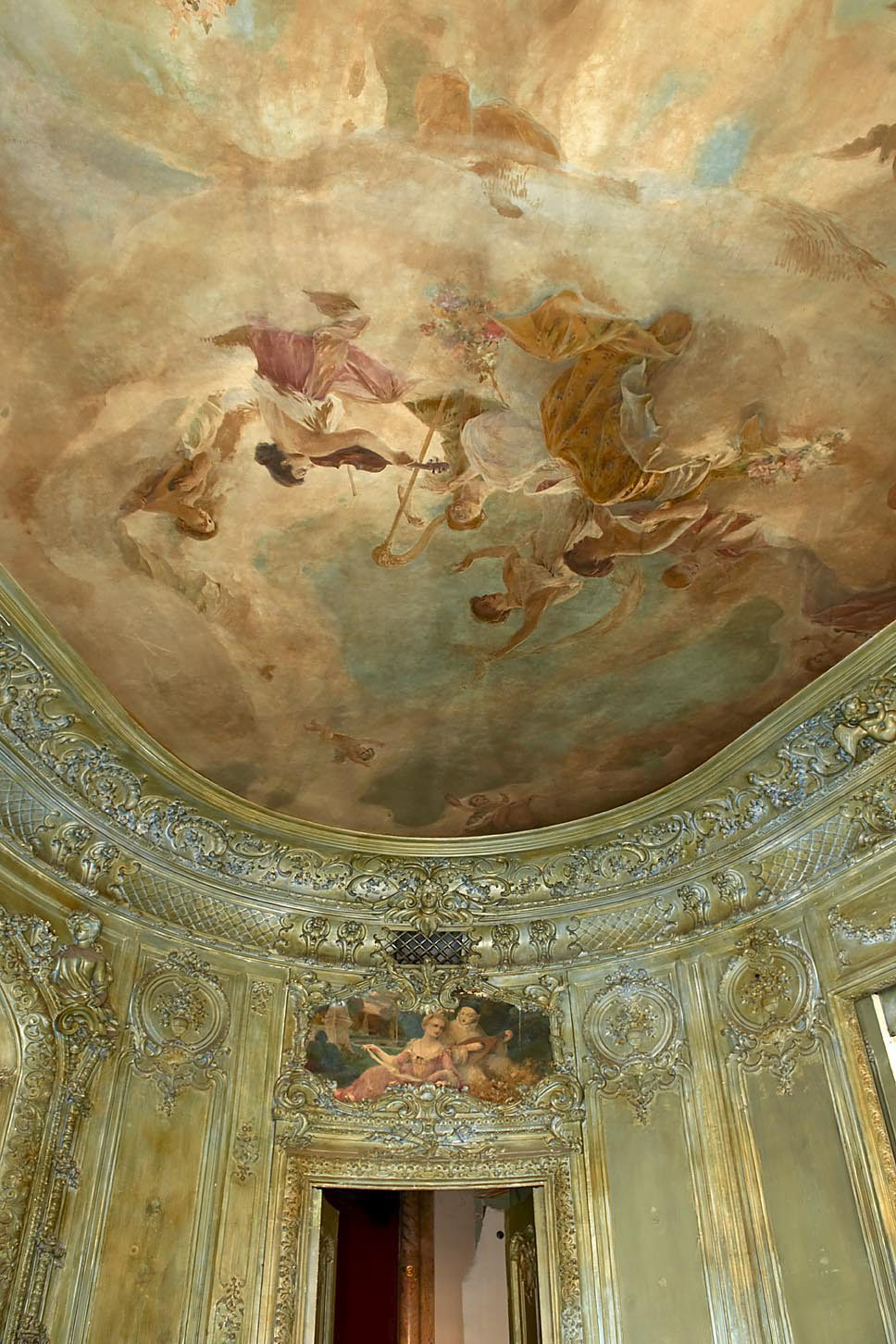
Pintures del sostre i la llinda de la porta interior del saló oval o sala de música, o també saló Lluís XV.
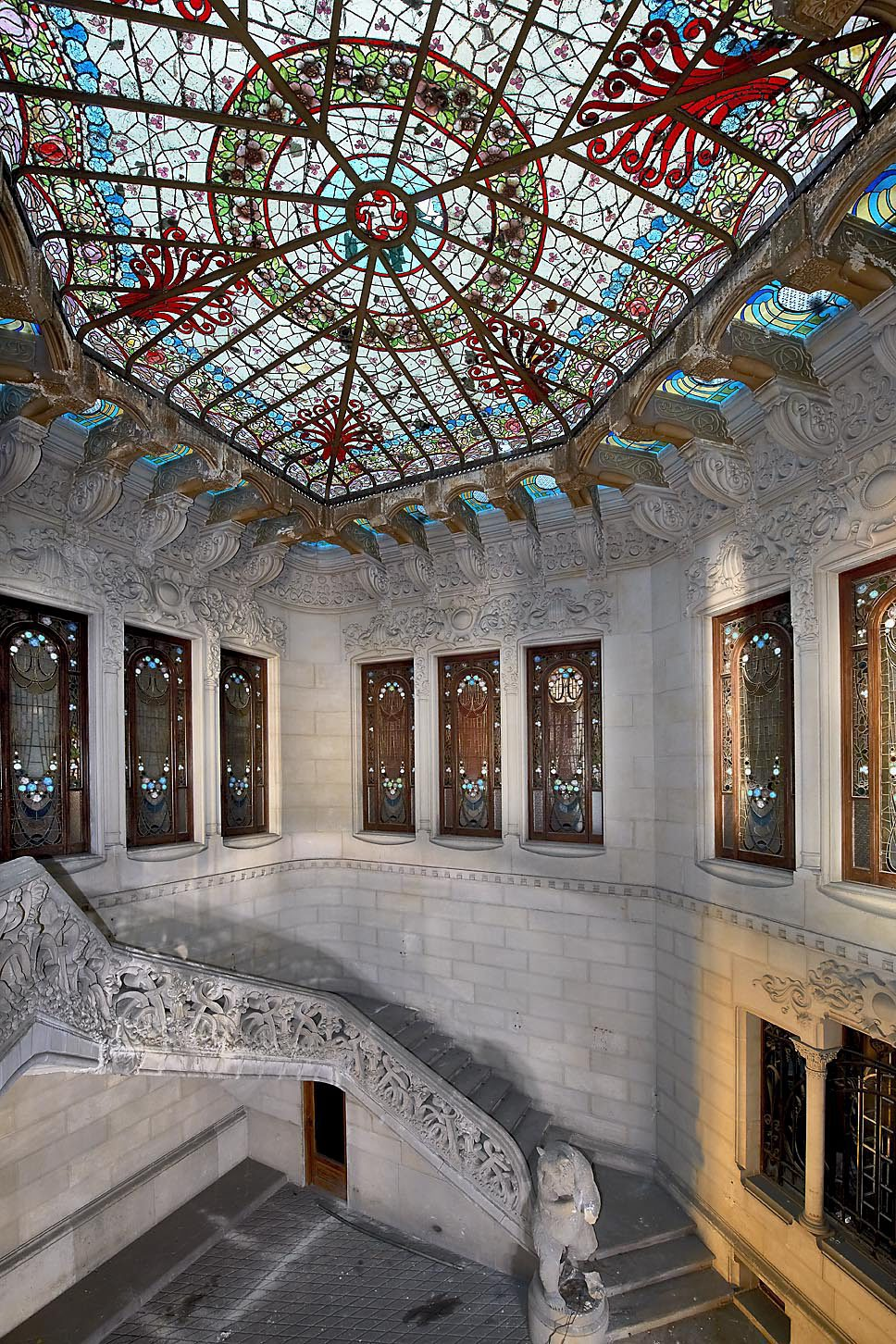
Escala interior